# Nationalpark Kalkalpen

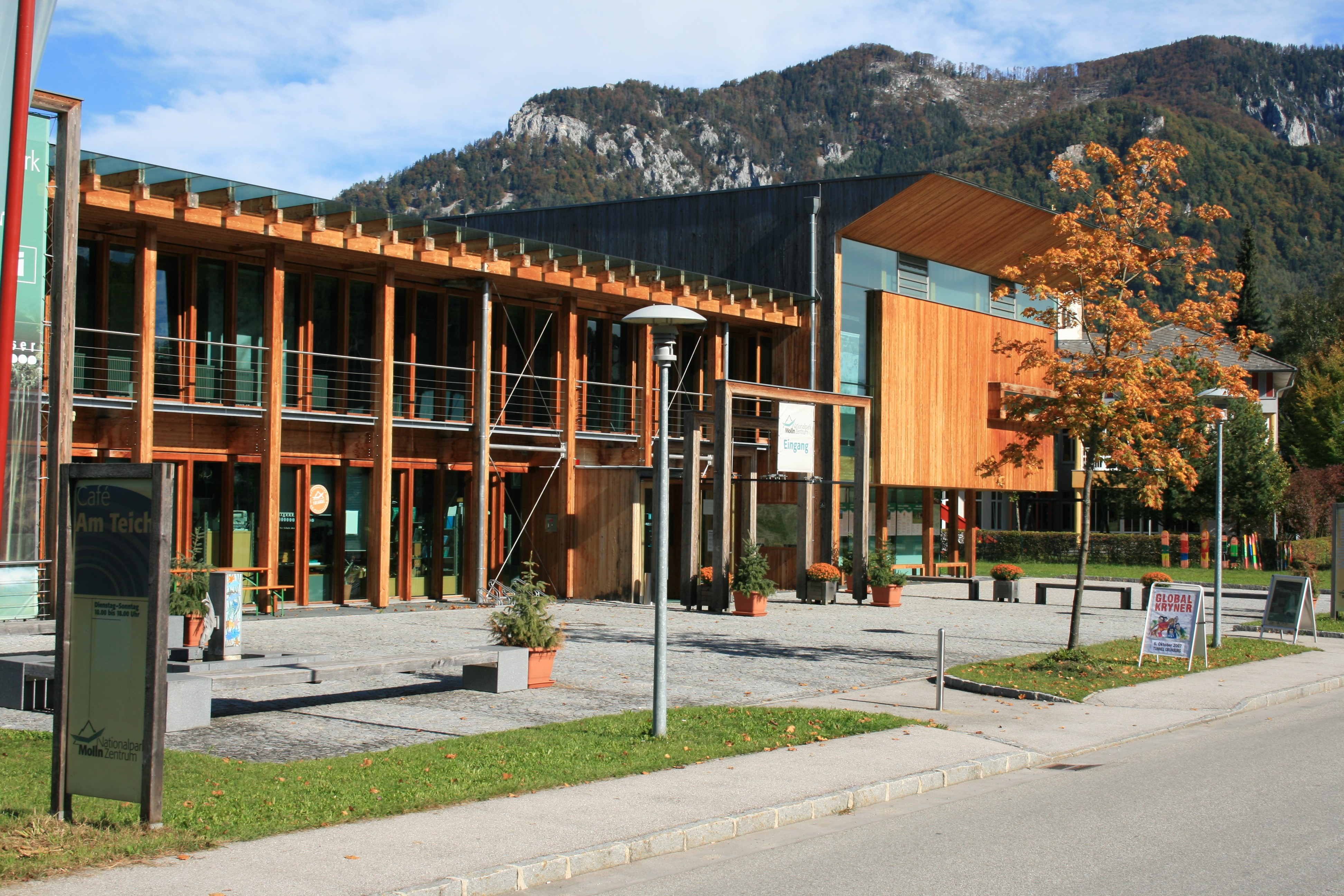
Nationalpark-Zentrum Molln; Sitz der Nationalpark-Gesellschaft

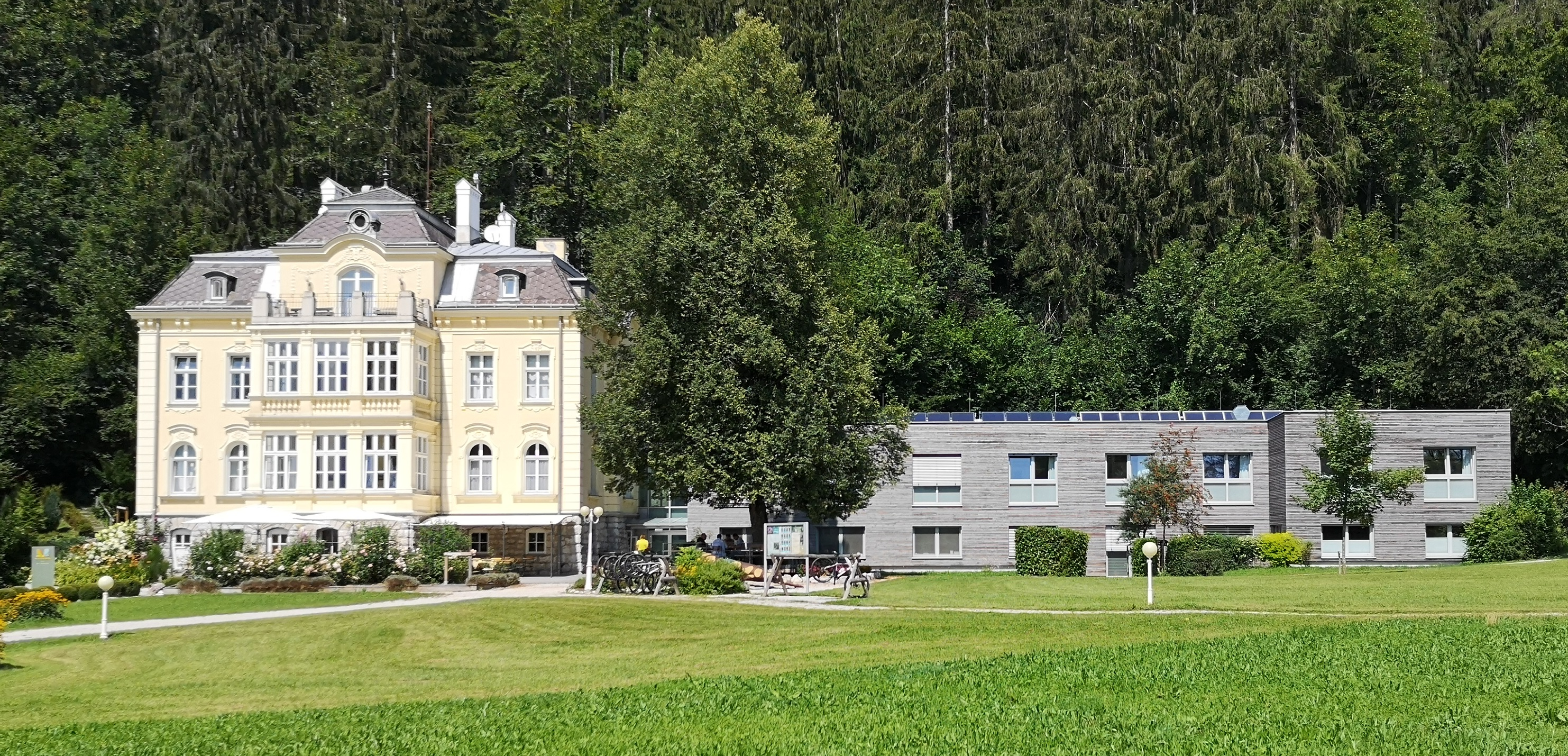
Villa Sonnwend Hotel und Seminarzentrum in Roßleithen

Der Nationalpark Kalkalpen ist ein österreichischer Nationalpark. Er wurde 1997 gegründet und umfasst das Sengsengebirge und Teile des Reichraminger Hintergebirges in den Oberösterreichischen Voralpen.

## Gliederung
Der Sitz der Nationalpark Gesellschaft ist in Molln, jedoch befinden sich auch in Reichraming und Windischgarsten Besucherzentren, die Informationsmaterialien, -veranstaltungen und Ausstellungen bieten. Weitere umliegende Orte sind: Roßleithen, Rosenau am Hengstpaß, Weyer, Großraming und St. Pankraz.
Der Nationalpark umfasst eine Fläche von 20.856 Hektar.
Davon sind 89 % als Naturzone ausgewiesen, elf Prozent sind Bewahrungszone. 88 % des Gebiets befinden sich im Besitz der Österreichischen Bundesforste, 11 % im Privatbesitz und 1 % im Gemeindebesitz.

## Geschichte
Schon in der Steinzeit lebten Menschen in der Nationalparkregion. Sieben Steinartefakte von steinzeitlichen Jägern aus der Zeit zwischen 18.000 und 10.000 v. Chr. wurden im Nixloch (Gemeinde Losenstein) gefunden.
Im Gemeindegebiet von Windischgarsten wurden mehrere Beile und eine Lanzenspitze aus der Zeit um 1000 v. Chr. gefunden. Sie weisen auf eine Besiedelung und Begehung der Pässe hin.
In diesem Teil Oberösterreichs, an den Grenzen zu Niederösterreich und der Steiermark, wurde im Kern der Kalkvoralpen für Kleineisenindustrie der Eisenwurzen, und insbesondere die Großindustrie um die Stadt Steyr, hauptsächlich Holz geschlagen – für Eisenwerke selbst führen die meisten Kleinbäche zu wenig Wasser. Besonders die Jagdreviere der Grafen Lamberg, in denen nach 1900 auch Thronfolger Franz Ferdinand Jagdpächter war, waren unberührt. Noch in der Zwischenkriegszeit wurde mit der Waldbahn Reichraming eine Transportachse geschaffen, die bis in die frühen 1970er in Betrieb war. Hier blieb auch nach dem Niedergang der eisenverarbeitenden Industrie (besonders in der Weltwirtschaftskrise) eine noch weitgehend intakte Natur- und Kulturlandschaft erhalten.
1976 wurde das Naturschutzgebiet Sengsengebirge errichtet.
Aktive Menschen (Basisgruppe, ARGE) und der Naturschutzbund ÖNB engagierten sich ab den 1980er Jahren sowohl gegen das Vorhaben des Stahlkonzerns VÖEST, im unbewohnten Hintergebirge einen Schießplatz für Panzer einzurichten, als auch gegen die nachfolgenden Pläne der Ennskraftwerke AG, im Hintergebirge zwei Speicherseen einzurichten. Nach „Besetzungen“ des Hintergebirges durch Kraftwerkgegner (in der Zeit der Konflikte um die Hainburger Au) nahm der Kraftwerksinteressent April 1985 von seinem Plan Abstand.
Bereits 1983 gab es erste Pläne für einen Nationalpark im Reichraminger Hintergebirge. Oberösterreich hatte zu der Zeit noch keinen eigenen Nationalpark. 1990 begannen die Planungen, das entsprechende Nationalpark-Gesetz wurde 1996 im oberösterreichischen Landtag beschlossen. Am 21. Juli 1997 wurde der Nationalpark per Verordnung zunächst auf einer Fläche von 16.509 Hektar eingerichtet, am 25. Juli 1997 wurde der Nationalpark Kalkalpen schließlich eröffnet. Die internationale Anerkennung des Nationalparks Kalkalpen durch die IUCN als Schutzgebiet der Kategorie II erfolgte noch im selben Jahr.
2001 wurde der Nationalpark auf 18.400 Hektar erweitert. 2003 erfolgte eine erneute Erweiterung auf 20.856 Hektar.
Seit 2004 ist der Nationalpark auch Ramsargebiet und Natura-2000-Gebiet (Europaschutzgebiet sowohl nach FFH-Richtlinie als auch Vogelschutzrichtlinie).
Im Jahre 2009 erfolgte eine weitere Flächenänderung in Anpassung an die Entscheidung der Kommission der EG vom 12. Dezember 2008.
Mit 2013 bahnte sich eine Auseinandersetzung um die beabsichtigte Errichtung erster Windkraftwerke in der Region um den Nationalpark an. Die Energie AG OÖ gab noch im September 2013 ihre beiden im Steyr- und im Ennstal geplanten Windkraftprojekte auf, weil Messungen ergeben hatten, dass das Windaufkommen in den Gebieten Sonnkogel-Schneeberg und Fahrenberg-Mittereck nicht ausreichend für die Wirtschaftlichkeit war. Mit dem neuen Windkraft-Masterplan 2017 wurde das insgesamt hinfällig, seither ist der ganze Alpenraum des Bundeslandes strenge Ausschlusszone für Großanlagen.
2017 wurden Teile des Nationalparks Kalkalpen zusammen mit dem Urwald Rothwald und anderen Wäldern Europas zum UNESCO-Weltnaturerbe Buchenurwälder und Alte Buchenwälder der Karpaten und anderer Regionen Europas erhoben, nämlich vier Bereiche im Urlachtal, im Bodinggraben, im Wilden Graben und im Hintergebirge.

## Geografie und Geologie

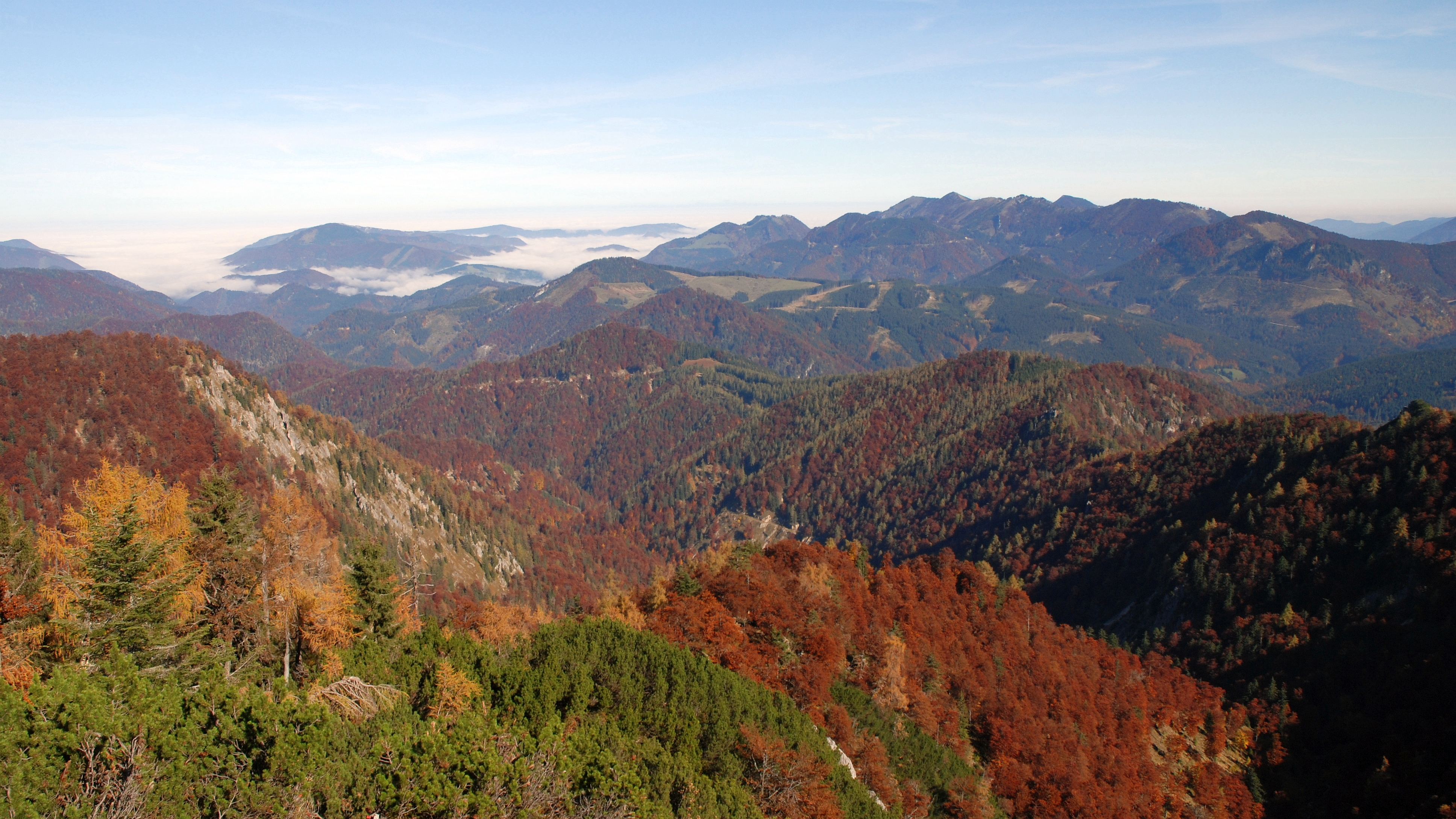
Blick vom Wasserklotz ins Reichraminger Hintergebirge Richtung Nordosten

Der höchste Gipfel ist mit 1963 Metern der Hohe Nock.
Das Gelände ist zu vier Fünftel bewaldet, dabei dominiert ein Mischwald aus Fichten, Tannen und Buchen.
Im Nationalparkgebiet findet man über 200 km unverbauter Bachläufe und 800 Quellen.
Die Hauptgesteinsarten im Nationalpark sind Wettersteinkalk und Hauptdolomit.
Im Gebiet des Nationalparks Kalkalpen wurden bisher über 70 Höhlen entdeckt.
Das größte Höhlensystem im Nationalpark ist die Klarahöhle, die 2004 entdeckt wurde. Die tiefste Höhle ist der Krestenbergschacht, der von seinem Einstieg in 1165 m Seehöhe 412 m tief abfällt. Es gibt auch Eishöhlen im Park; sie sind nur erfahrenen Höhlenforschern zugänglich. Im Sengsengebirge liegt die „Eiskapelle“. Diese Höhle besteht im Wesentlichen aus einer 60 m langen, 30 m breiten und etwa sechs Meter hohen Halle. In manchen Jahren hält sich in der Mitte des Raumes bis in den Herbst hinein eine Eissäule. Früher wurde diese Höhle von den Einheimischen „Teufelskapelle“ genannt.

## Tier- und Pflanzenwelt

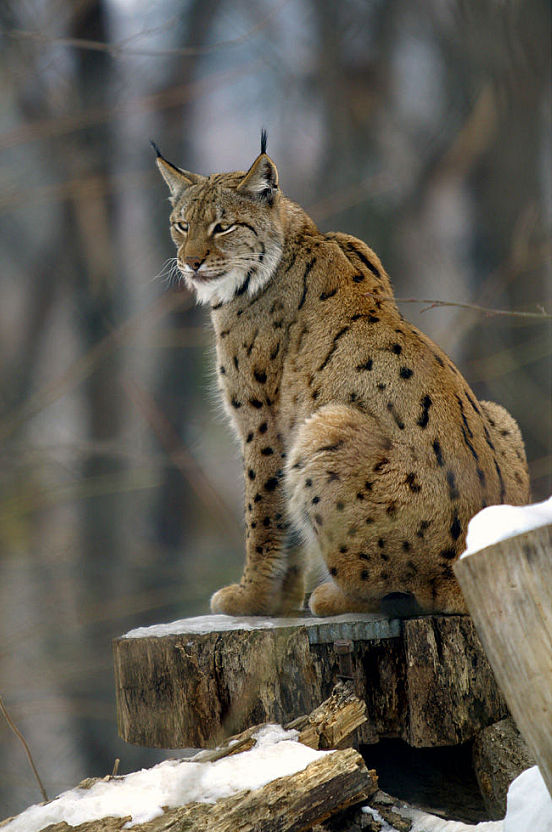
Eurasischer Luchs (Lynx lynx)

Im Park leben rund 30 Säugetier-, 80 Brutvogel- und 1500 Schmetterlingsarten. Die Pflanzenwelt weist über 1000 verschiedene Arten von Blütenpflanzen, Farnen und Moosen auf.
An gefährdeten Säugetierarten kommen Fischotter, Siebenschläfer und zahlreiche Fledermausarten im Nationalpark vor. Von Braunbär, Luchs und Biber gibt es einzelne Nachweise.
Der Park ist Lebensraum vieler Vogelarten, die in Österreich auf der Roten Liste stehen, dazu zählen: Auerhuhn, Baumfalke, Birkhuhn, Braunkehlchen, Eisvogel, Graureiher, Habicht, Haselhuhn, Hohltaube, Schlangenadler, Schwarzstorch, Steinadler, Sperber, Uhu, Waldschnepfe, Wanderfalke, Wasseramsel, Weißrückenspecht, Wespenbussard, Wiesenpieper, Ziegenmelker und Zwergschnäpper.
Zu den gefährdeten Reptilien im Park zählen: Äskulapnatter, Bergeidechse, Blindschleiche, Glattnatter/Schlingnatter, Kreuzotter, Ringelnatter und Zauneidechse.
Von den über 850 nachgewiesenen Pflanzenarten im Park stehen 102 auf der Roten Liste gefährdeter Pflanzen Oberösterreichs.
Im Jahr 2019 wurde die älteste bislang datierte Buche Europas entdeckt. Ihre ältesten Baumringe wurden auf das Jahr 1474 datiert. Auch die älteste zuvor datierte Buche Europas, rund 20 Jahre jünger, befindet sich im Nationalpark.

## Nutzung

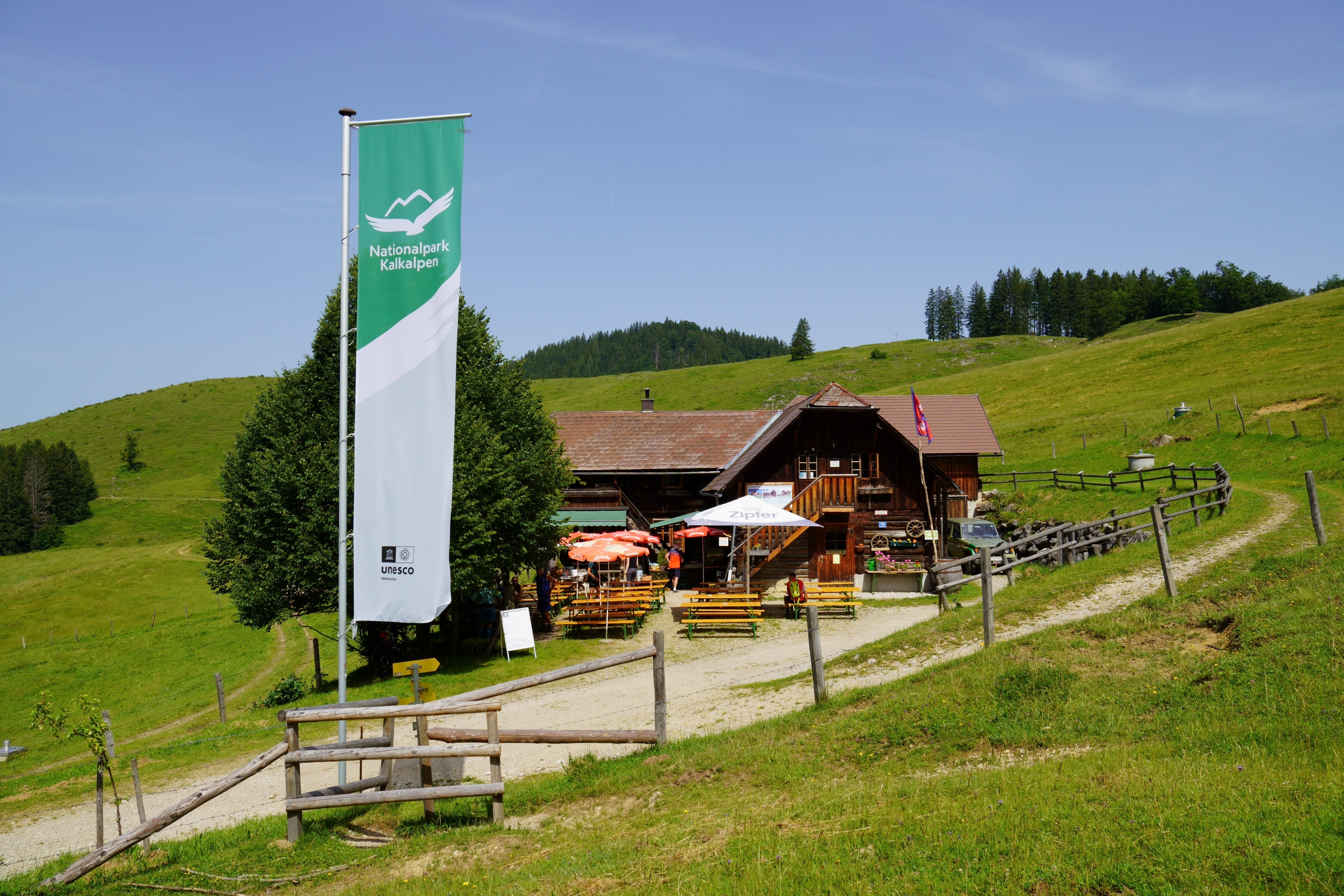
Die Anlaufalm im Nationalpark

Das Nationalparkgelände steht unter besonderem Schutz und ist gut mit Wanderwegen erschlossen. Die umliegenden Gemeinden nutzen das Gebiet ausschließlich für sanften Tourismus.
In der Bewahrungszone gibt es 20 Almen, von denen nur wenige bewirtschaftet werden.
Erwähnenswert ist der Hintergebirgsradweg auf der alten Trasse der ehemaligen Waldbahn Reichraming, der den östlichen Teil des Nationalparks erschließt. Bei der Info-Hütte Brunnbach des Nationalparkes wird auf Schautafeln Wissen zur Waldbahn vermittelt.